# Bătălia de la Sinop

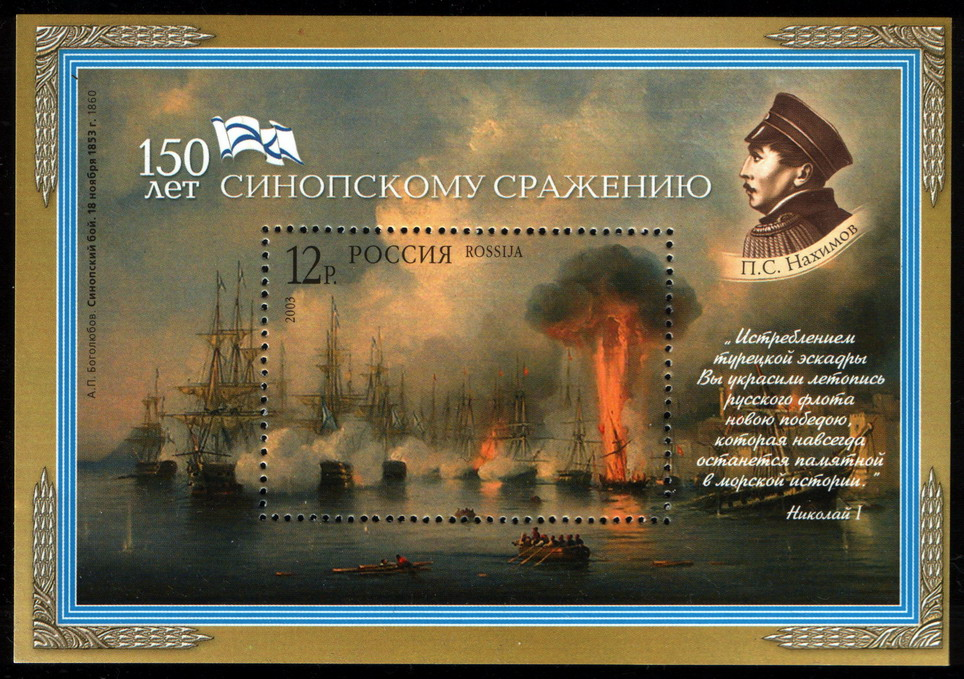
Rusia, marcă poștală, Bătălia de la Sinop, 2003 (Michel № 1128, Scott № 6800)